# تارو ایواشیرو
تارو ایواشیرو (انگلیسی: Taro Iwashiro؛ زادهٔ ۱ مهٔ ۱۹۶۵) آهنگساز، نوازنده پیانو، و تهیه‌کننده موسیقی اهل ژاپن است.